# Teófilo Álvarez
Teófilo Álvarez Álvarez (Trujillo, 1944) es un compositor y director de orquesta clásico peruano. 
Nació en Trujillo. Estudió música en el Conservatorio Carlos Valderrama en donde también se desempeña como docente. Actualmente es Director de la Orquesta Sinfónica de Trujillo en donde también fue primer clarinete Es hijo del también recordado músico Teófilo Álvarez Dávila.

## Obras
- Trío para clarinetes.
- Música para ballets.
- Pakatnamú para orquesta.
- Música incidental para varias obras de teatro para el Taller del Instituto Nacional de Cultura, destacando la que compuso para El crucificado de Carlos Solórzano (1970), sobre la que compuso luego una Suite orquestal "El Crucificado" con tres movimientos: Carnaval, Marcha fúnebre y Final.
- Festejo para orquesta (1970).
- Concertino para piano y orquesta (1970).
- Vals de marionetas para piano (1981).
- Prismas para piano (1981).
- Concertino para guitarra y orquesta (1981).
- Miniaturas para piano (1982).
- Preludio para piano (1982).
- Tocata barroca para piano (1982).
- Suite sinfónica El Cid (1982).
- Matalaché para piano (1983).
- Paisaje (Homenaje a Debussy) para orquesta de cuerdas (1983).
- Feria india para piano (1984).
- Trío para dos clarinetes y fagot (1984).
- Tres escenas Vicús para flauta y fagot (1984).
- Varias composiciones de música popular y tradicional peruana.